# 나고야 시영 지하철 쓰루마이선
나고야 시 교통국 지하철 쓰루마이 선(명고옥시영지하철학무선, 일본어: 名古屋市営地下鉄鶴舞線)은 나고야 시 교통국의 철도 노선 가운데 하나이다. 아이치현 나고야시 니시구에 위치한 가미오타이 역과 닛신시에 위치한 아카이케역을 잇는다.

## 역사
- 1977년 3월 18일 : 후시미 ~ 야고토 구간 개통.
- 1978년 10월 1일 : 아카이케 ~ 야고토 구간 개통.
- 1979년 7월 29일 : 나고야 철도 도요타 선과 직결 운행.
- 1981년 11월 27일 : 후시미 ~ 조신 구간 개통.
- 1984년 9월 6일 : 조신 ~ 쇼나이 녹지 공원 구간 개통.
- 1987년 12월 28일 : 6000형과 임시 운행.
- 1993년 4월 1일 : 3050형 전동차 운행 개시.
- 1993년 8월 12일 : 쇼나이 녹지 공원 ~ 가미오타이 구간 개통 및 나고야 철도 이누야마 선과 직결 운행.
- 2012년 3월 16일 : N3000형 전동차 운행 개시.

## 운행 형태
평일은 아침에는 4분마다, 낮에는 7분 30초마다, 저녁시에는 5분마다 운행된다. 토요일이나 일요일, 공휴일에는 아침에는 6 ~ 8분마다, 낮에는 10분마다 운행된다.
첫차 및 막차에는 조신 역·야고토 역을 시종점으로 운행되는 열차가 있다. 그리고 나고야 철도 운행이 중단된 경우 쇼나이 녹지 공원역을 시종점으로 운행되는 열차가 설정될 수도 있다.

## 차량

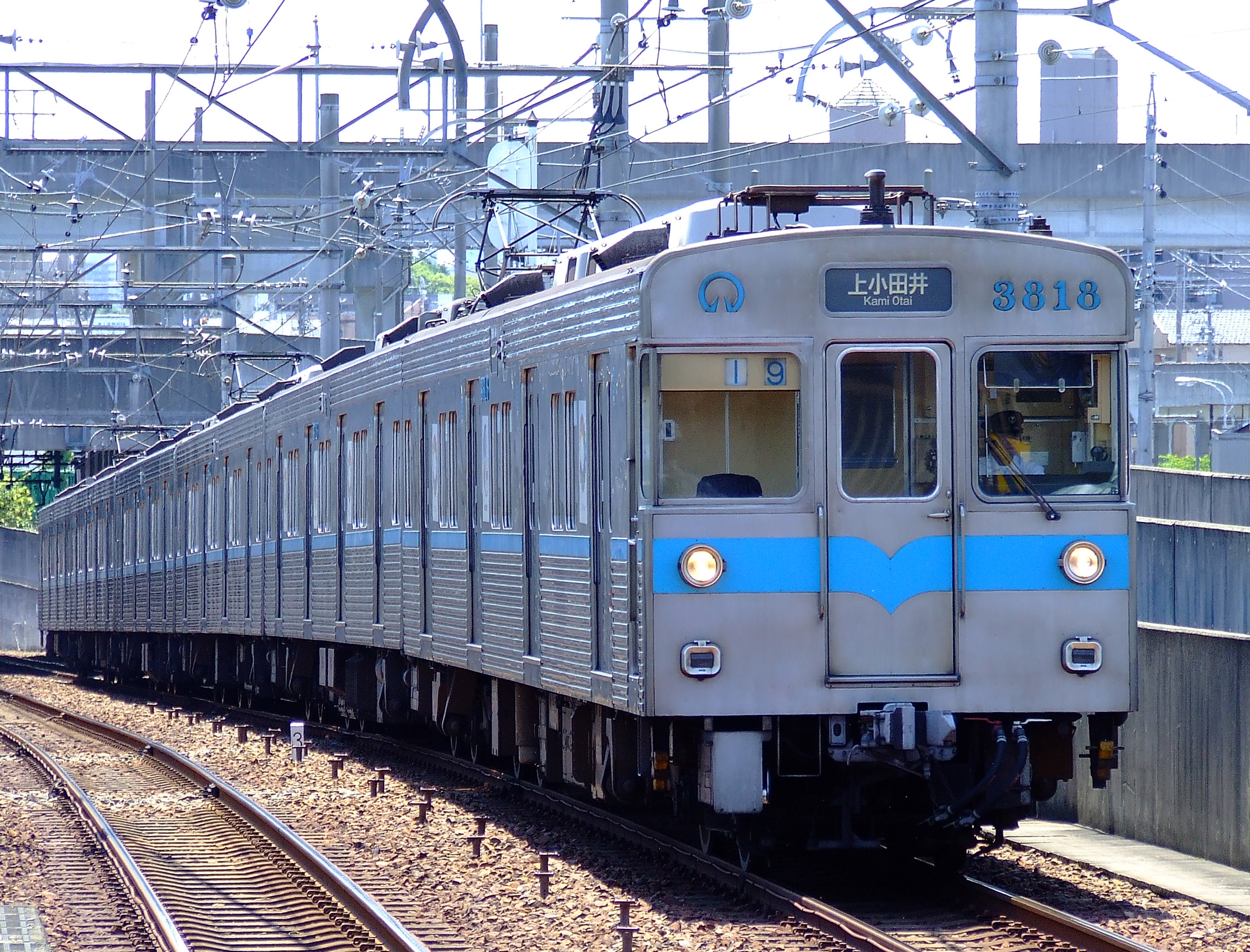
3000형
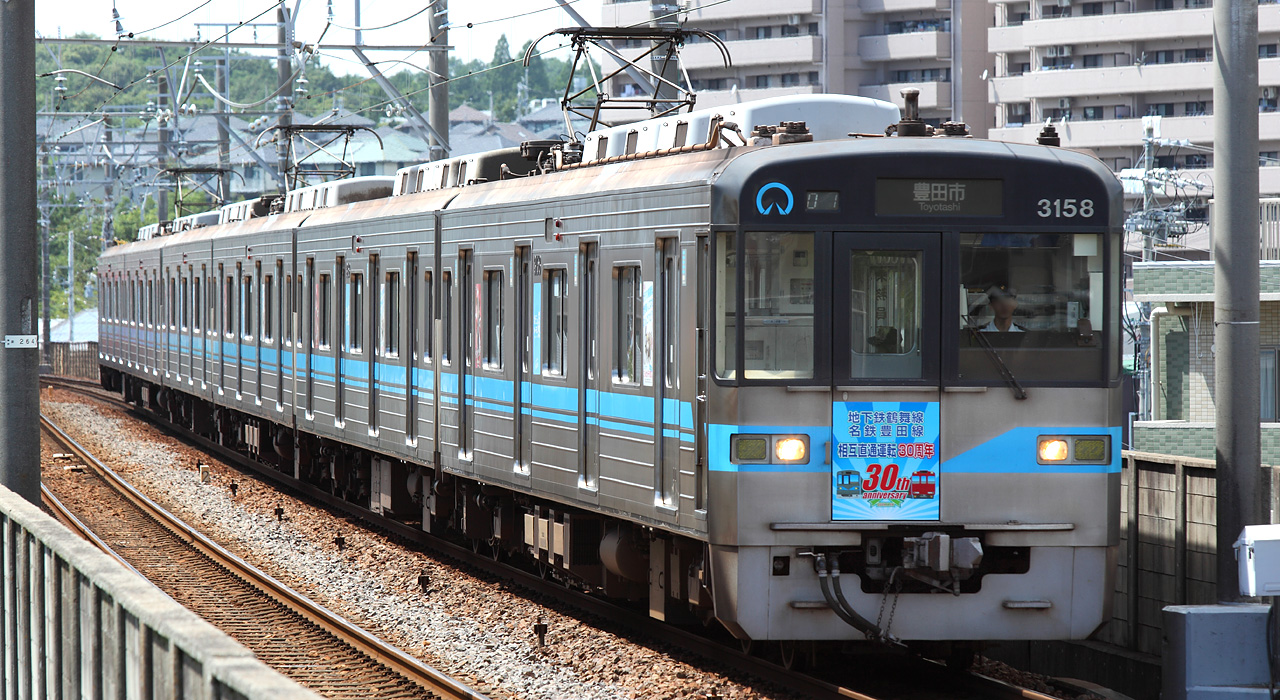
3050형
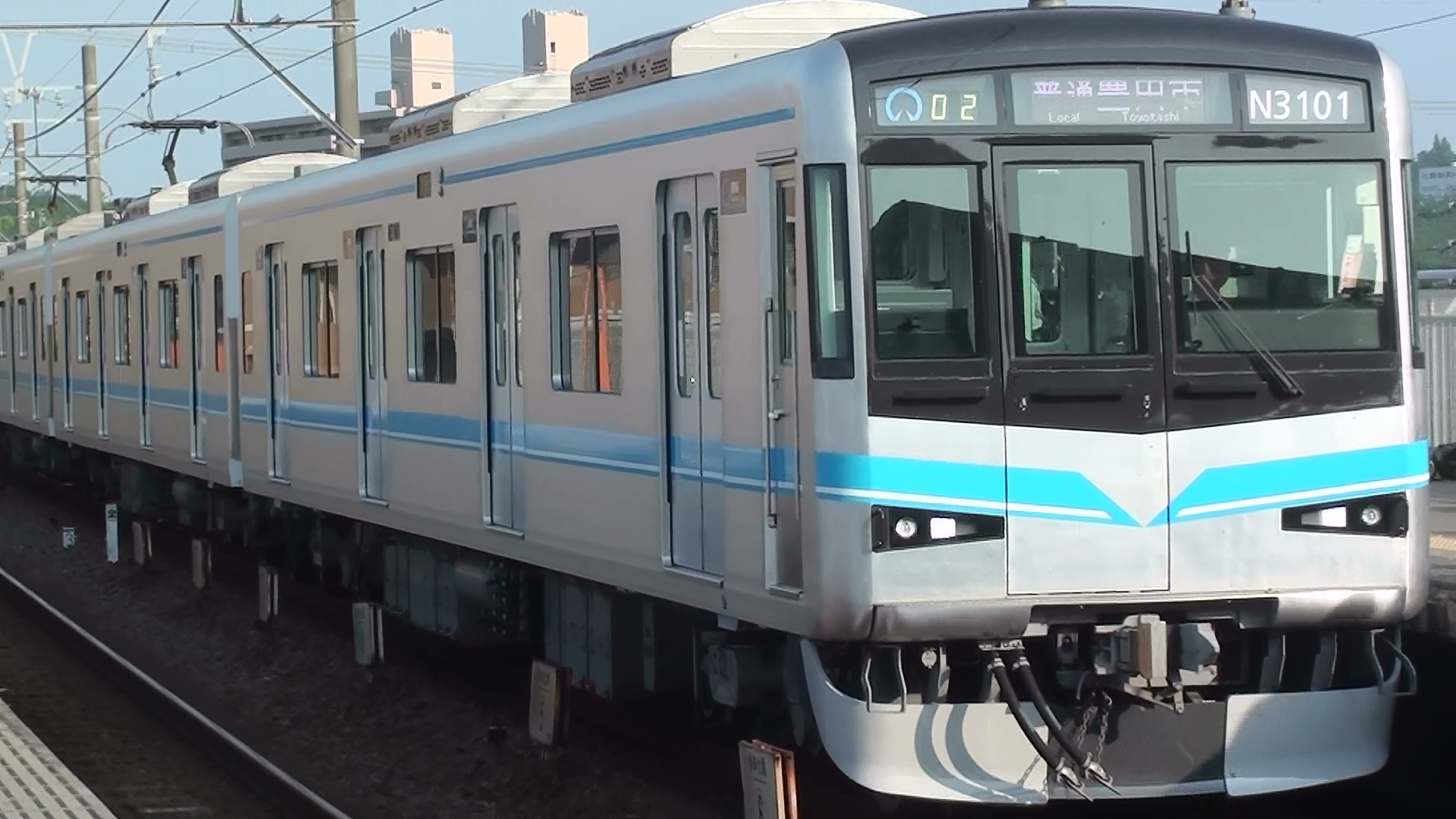
N3000형
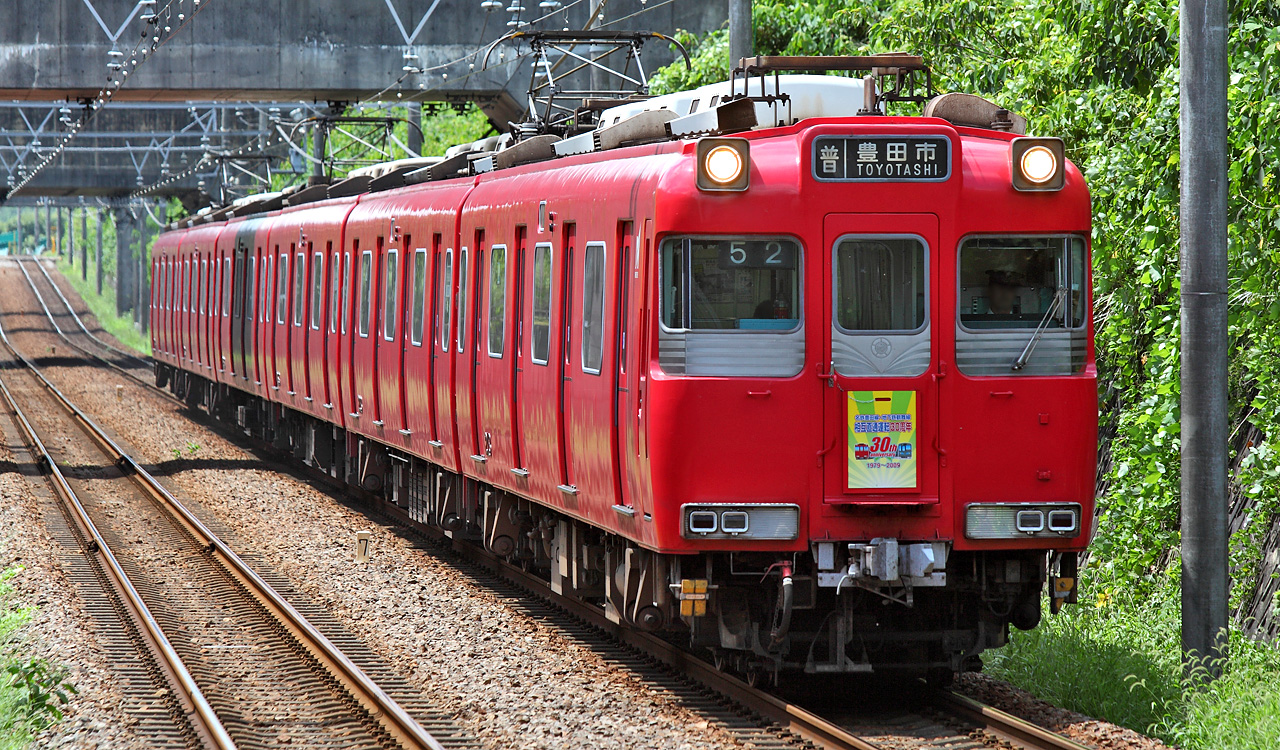
메이테쓰 100계·200계

- 3000형
- 3050형
- N3000형
- 메이테쓰 100계

## 역 목록
| 역 번호 | 역 이름          | 일본어 이름  | 영업 거리 (km) | 접속 노선                                           | 소재지   | 소재지   | 소재지   |
| ------- | ---------------- | ------------ | -------------- | --------------------------------------------------- | -------- | -------- | -------- |
| T 01    | 가미오타이       | 上小田井     | 0.0            | 나고야 철도 이누야마 선 (이누야마 방면에 직결 운행) | 아이치현 | 나고야시 | 니시구   |
| T 02    | 쇼나이료쿠치코엔 | 庄内緑地公園 | 1.4            |                                                     | 아이치현 | 나고야시 | 니시구   |
| T 03    | 쇼나이도리       | 庄内通       | 2.7            |                                                     | 아이치현 | 나고야시 | 니시구   |
| T 04    | 조신             | 浄心         | 4.1            |                                                     | 아이치현 | 나고야시 | 니시구   |
| T 05    | 센겐초           | 浅間町       | 4.9            |                                                     | 아이치현 | 나고야시 | 니시구   |
| T 06    | 마루노우치       | 丸の内       | 6.3            | ■ 사쿠라도리 선                                     | 아이치현 | 나고야시 | 나카구   |
| T 07    | 후시미           | 伏見         | 7.0            | ■ 히가시야마 선                                     | 아이치현 | 나고야시 | 나카구   |
| T 08    | 오스칸논         | 大須観音     | 7.8            |                                                     | 아이치현 | 나고야시 | 나카구   |
| T 09    | 가미마에즈       | 上前津       | 8.8            | ■ 메이조 선                                         | 아이치현 | 나고야시 | 나카구   |
| T 10    | 쓰루마이         | 鶴舞         | 9.7            | 도카이 여객철도 주오 본선                           | 아이치현 | 나고야시 | 나카구   |
| T 11    | 아라하타         | 荒畑         | 11.0           |                                                     | 아이치현 | 나고야시 | 쇼와구   |
| T 12    | 고키소           | 御器所       | 11.9           | ■ 사쿠라도리 선                                     | 아이치현 | 나고야시 | 쇼와구   |
| T 13    | 가와나           | 川名         | 13.1           |                                                     | 아이치현 | 나고야시 | 쇼와구   |
| T 14    | 이리나카         | いりなか     | 14.1           |                                                     | 아이치현 | 나고야시 | 쇼와구   |
| T 15    | 야고토           | 八事         | 15.0           | ■ 메이조 선                                         | 아이치현 | 나고야시 | 쇼와구   |
| T 16    | 시오가마구치     | 塩釜口       | 16.4           |                                                     | 아이치현 | 나고야시 | 덴파쿠구 |
| T 17    | 우에다           | 植田         | 17.6           |                                                     | 아이치현 | 나고야시 | 덴파쿠구 |
| T 18    | 하라             | 原           | 18.4           |                                                     | 아이치현 | 나고야시 | 덴파쿠구 |
| T 19    | 히라바리         | 平針         | 19.3           |                                                     | 아이치현 | 나고야시 | 덴파쿠구 |
| T 20    | 아카이케         | 赤池         | 20.4           | 나고야 철도 도요타 선 (직결 운행)                   | 아이치현 | 닛신시   | 닛신시   |